# Challen Cates
Challen Michelle Cates (Roankoe, Virginia; 28 de septiembre de 1969) es una actriz y productora de cine estadounidense, más conocida también por interpretar a Mrs. Jennifer Knight en la serie televisiva Big Time Rush.
En 2003 interpretó el papel protagónico en la película independiente They Would Love You In France.

## Filmografía
| Año       | Película/TV                         | Papel/Trabajo              | Notas                                                      |
| --------- | ----------------------------------- | -------------------------- | ---------------------------------------------------------- |
| 1991—1993 | In The Heart of The Night           | Jennifer / Winnie Furlong  | invitada 2 episodios, Serie de TV                          |
| 1993      | A Kiss to Die For                   | Call Girl                  | papel menor, película                                      |
| 1995      | Cybill                              | Nancy                      | invitada 1 Episodio, Serie de TV                           |
| 1995      | Maybe This Time                     | Varios personajes          | Invitada 1 Episodio                                        |
| 1995      | Partners                            | Denise                     | Invitada 1 Episodio                                        |
| 1996      | Roseanne                            | Cindy Kenner               | Invitada 1 Episodio                                        |
| 1997      | High Tide                           | Rachel                     | Invitada 1 Episodio                                        |
| 1998      | A Fare To Remember                  | Tamara Gault               | Protagonista                                               |
| 1998      | Face Down in the Family Pool        | Varios personajes          | Invitada                                                   |
| 1998      | Getting Personal                    | Margie                     | Invitada, 1 Episodio                                       |
| 2000      | Pensacola: Wings of Gold            | Margie                     | Invitada, 1 Episodio                                       |
| 2000—2001 | Diagnosis Murder                    | Lily Wilson / Abby Chadway | Invitada, 2 Episodios                                      |
| 2001      | The A List                          | Amy                        | Serie de TV                                                |
| 2002      | Santiara                            | Sophia                     | Invitada                                                   |
| 2003      | They Would Love You In France       | Angel                      | Película                                                   |
| 2003      | 1-800-Missing                       | Maj. Catherine O'Malley    | Invitada, 2 Episodios                                      |
| 2004      | Restive Planet                      | Darla                      | Invitada, Corto                                            |
| 2004      | LAX                                 | Amani's Lawyer             | Invitada 1 Episodio                                        |
| 2005      | Monk                                | Sheryl Thorn               | Invitada 1 Episodio                                        |
| 2006      | Special                             | Business Woman             | Invitada                                                   |
| 2006      | CSI: NY                             | Stacie Avida               | Invitada 1 Episodio                                        |
| 2006      | Criminal Minds                      | Dr. Jesson                 | Invitada 1 Episodio                                        |
| 2007      | Murder 101: College Can Be Murder   | Alana                      | Película de TV                                             |
| 2007      | The Dukes of Hazzard: The Beginning | Psychic                    | Película de TV                                             |
| 2007      | Desperate Housewives                | Samantha Lang              | Invitada, 1 Episodio                                       |
| 2007      | Passions                            | Dr. Jonas                  | Invitada, 9 Episodios                                      |
| 2008      | Shattered!                          | Dr. Dittman                | Serie de TV                                                |
| 2009      | Sanctuary                           | Woman                      | Invitada, 1 Episodio                                       |
| 2009—2013 | Big Time Rush                       | Jennifer Knight            | Personaje recurrente, Serie de TV Nickelodeon              |
| 2010      | Footsteps                           | Mrs. Dennenberg            | Serie de TV                                                |
| 2010      | The Whole Truth                     | Joan Wilson                | Invitada, 1 Episodio                                       |
| 2011      | Love's Christmas Journey            | Mrs. Johnson               | Película de TV                                             |
| 2012      | Big Time Movie                      | Jennifer Knight            | Película de TV Nickelodeon                                 |
| 2014      | NCIS (serie de televisión)          | Fey Gussman                | estrella invitada 1 episodio, serie de TV                  |
| 2014      | Chasing the Devil                   | Eileen Tynan               | personaje principal, película                              |
| 2015      | Namaste Bitches                     | Layla                      | estrella invitada 6 episodios, serie de TV (Preproducción) |